# Colostygia alboviridaria
Colostygia alboviridaria är en fjärilsart som beskrevs av Adrian Hardy Haworth 1802. Colostygia alboviridaria ingår i släktet Colostygia och familjen mätare. Inga underarter finns listade i Catalogue of Life.